# Niacina
La niacina, també coneguda com a vitamina PP o àcid nicotínic, és una vitamina hidrosoluble incolora molt abundant a la natura. Pertany al grup de les vitamines B. La seva fórmula química és C₆H₅NO₂. La designació vitamina B3 inclou l'àcid nicotínic i també un altre compost, l'amida corresponent a aquest àcid (un grup amino -NH₂ substitueix el grup hidroxil -OH): la nicotinamida o niacinamida, que queda amb la fórmula C₆H₆N₂O.
La niacina és part essencial dels coenzims NAD+, NADH, NADP+ i NADPH. A més té un paper important al metabolisme de les cèl·lules i a la producció d'hormones esteroides a la glàndula suprarenal, que tenen a veure amb el creixement.
L'absència o quantitat insuficient de vitamina B3 a la dieta és causant de la malaltia anomenada pel·lagra.

## Diferències fonamentals entre la niacina i la nicotinamida
La niacina i la nicotinamida són ambdues considerades vitamina B3 i el seu comportament quant a vitamina és idèntic. Les dues acabaran a formar part del NAD, NADH+, NADP i NADPH* i en són fonamentals, però les seves altres propietats i funcions dintre de l'organisme són diferents. La diferència fonamental està en el que passa a la conversió de niacina a nicotinamida. Per exemple, la niacina ajuda a reduir el colesterol dolent però la nicotinamida no.